# Prothema leucaspis
Prothema leucaspis là một loài bọ cánh cứng trong họ Cerambycidae.